# Махач-Аул
Маха́ч-Ау́л — аул в составе Нефтекумского района (городского округа) Ставропольского края России.

## Варианты названия
- Джелал[2],
- Джалал[3],
- Махач аул[3],
- Махач-Аул (Джелал)[2],
- Махачаул[2],
- Махач[4].

## География
Расстояние до краевого центра: 250 км.
Расстояние до районного центра: 32 км.

## История
В 1929 году в Кунайском сельсовете Ачикулакского района ДАССР был основан новый посёлок Джелал, с туркменским населением:XXIII. Наименование получил, по всей видимости, по имени председателя СНК ДАССР Джелал-эд-Дина Коркмасова.
Переименован в Махач аул в 1937 году, после ареста и расстрела Коркмасова. Новое название дано в честь дагестанского революционера Махача Дахадаева.
До 1 мая 2017 года Махач-Аул входил в состав муниципального образования «Сельское поселение Каясулинский сельсовет» Нефтекумского района Ставропольского края.

## Население
| 1929 | 1989 | 2002 | 2010 | 2014 | 2023 |
| ---- | ---- | ---- | ---- | ---- | ---- |
| 335  | ↘238 | ↗315 | ↘282 | ↗300 | ↘200 |

По данным переписи 2002 года, 96 % населения — туркмены.

## Кладбища
В границах аула расположено вероисповедальное открытое кладбище (площадь участка 10630 м²).